# Teleki 5 C
'Teleki 5 C' ist eine von Alexander Teleki gezüchtete Unterlagsrebe zur biotechnischen Bekämpfung der Wurzelreblaus bei reblausanfälligen Rebsorten und zählt zu den Vitis berlandieri × Vitis riparia Kreuzungen. '5 C' wurde in Österreich und Deutschland weiterentwickelt. In Deutschland ist sie als '5 C Geisenheim' beim Bundessortenamt eingetragen. Sie beeinflusst die Edelsorte in vielen Punkten positiv, verträgt aber im Boden nur einen mittelhohen Kalkgehalt.

## Abstammung
Interspezifische Kreuzung aus Vitis berlandieri PLANCHON × Vitis riparia MICHAUX.
Die Unterlage wurde 1922 von Alexander Teleki aus der Typengruppe 5 A (selektioniert von Sigmund Teleki) selektioniert. 5 A Typen entsprachen in der Blattform mehr dem Ripariatypus. Auf den Vermehrungsflächen der Firma Teleki wurden sowohl in Kottingbrunn und Sollenau in Niederösterreich 15 ha ausgepflanzt. Gleichzeitig pflanzte man auf dem Firmengelände selbst zwei einzelne Stöcke aus dieser Selektion, von denen einer bis heute erhalten ist. 1989 wurde die Vermehrung dieses Originalstockes ‘5 C’ als Klon in das Projekt „Unterlagen – Klone“ von Weinbauabteilung der Niederösterreichischen Landwirtschaftskammer aufgenommen.
1930 hat Heinrich Birk aus den Rebanlagen von Teleki in den nicht sortenreinen Bestand, gemeinsam mit Alexander Teleki, morphologisch einheitliche Stöcke markiert und nach Geisenheim gebracht. 1936 standen bei den ersten Versuchen zehn '5 C' Klone im preußischen Rebschnittgarten in Hochheim am Main. Die Klone 6 Gm und 10 Gm wurden 1956 in das Bundesrebsortiment zur Eintragung gemeldet. Seit 1982 ist das Institut für Rebzüchtung und Rebvermehrung der Forschungsanstalt Geisenheim, der Erhaltungszüchter.

## Ampelografische Merkmale
- Triebspitze: halboffen bis offen, gelbbräunlich-grün mit geringer Behaarung;
- Junges Blatt: dreilappig, breit, gelblich grün, Oberseite glänzend, Unterseite borstig behaart, Blattstiel grün, sonnenseitig leicht rötlich gestreift mit wolliger Behaarung
- Ausgewachsenes Blatt: dunkelgrün, glänzend, groß, dreilappig mit breitem Mittellappen, Seitenbuchten kaum eingeschnitten, Blattrand breit gezähnt, Stielbucht u-förmig
- Triebe: Sommertrieb sonnseitig rotbraun
- Ranken: rotbraun, überwiegend dreiteilig
- Blüte: männlich bis männlicher Scheinzwitter

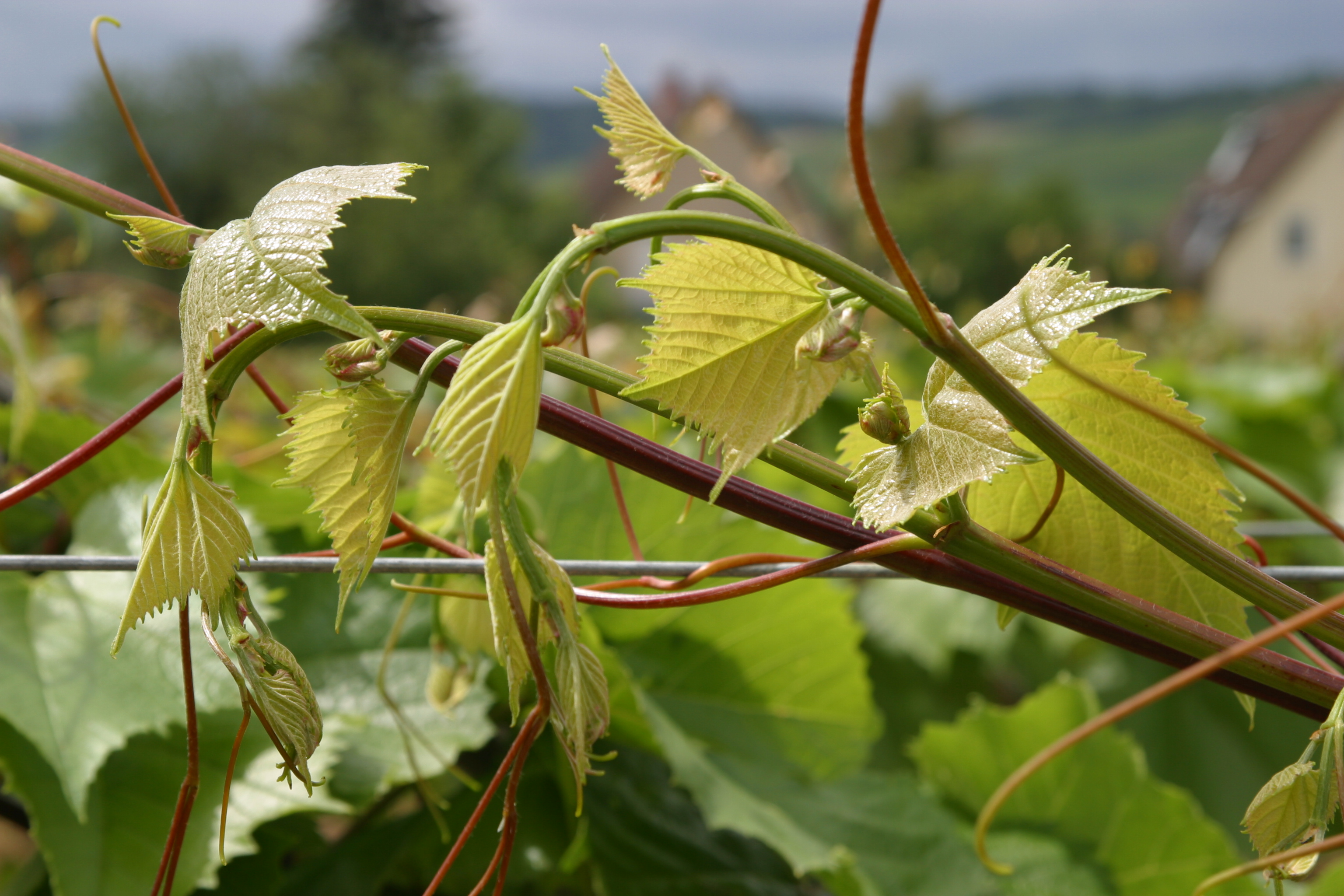
Triebspitze
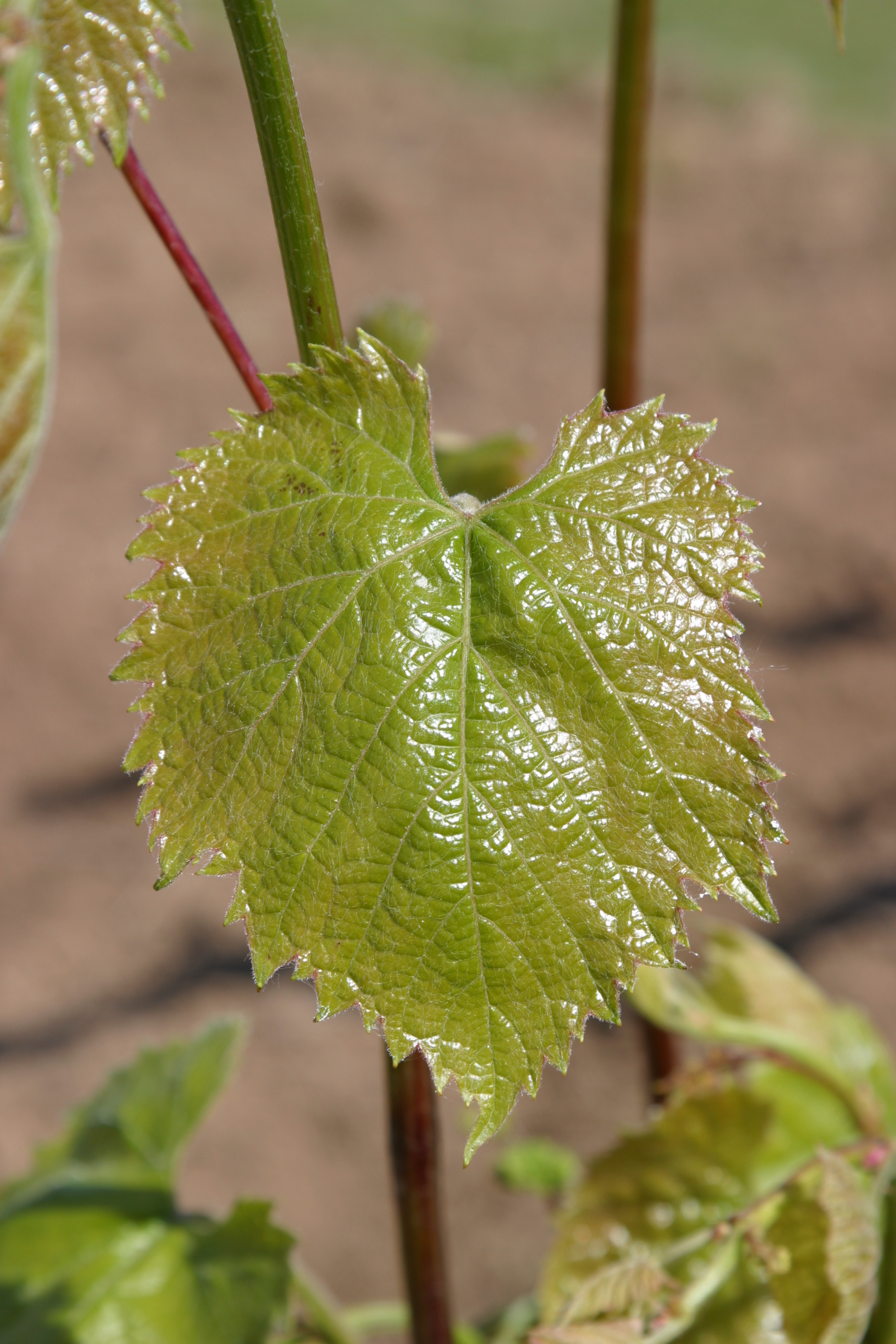
Junges Blatt
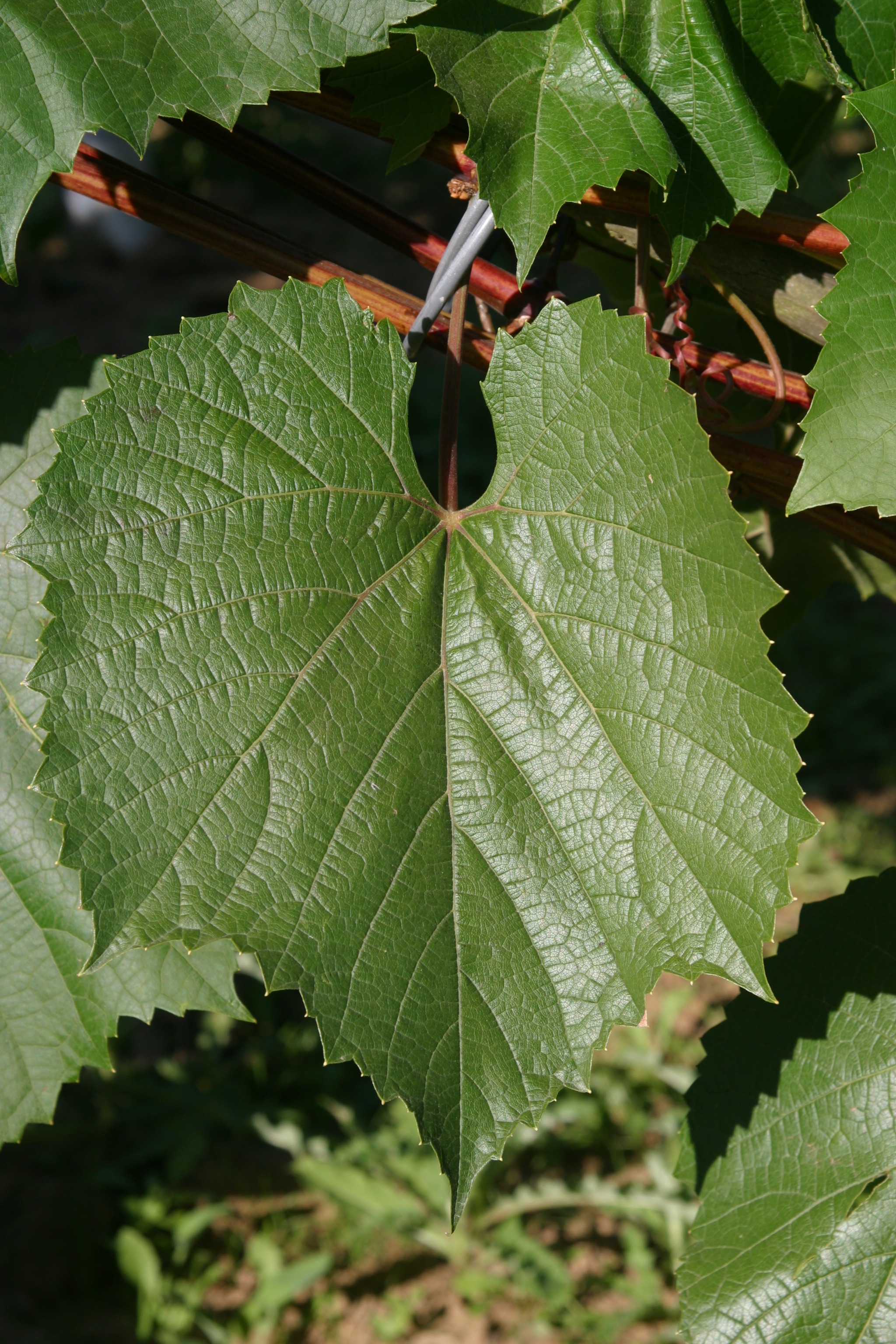
Ausgewachsenes Blatt
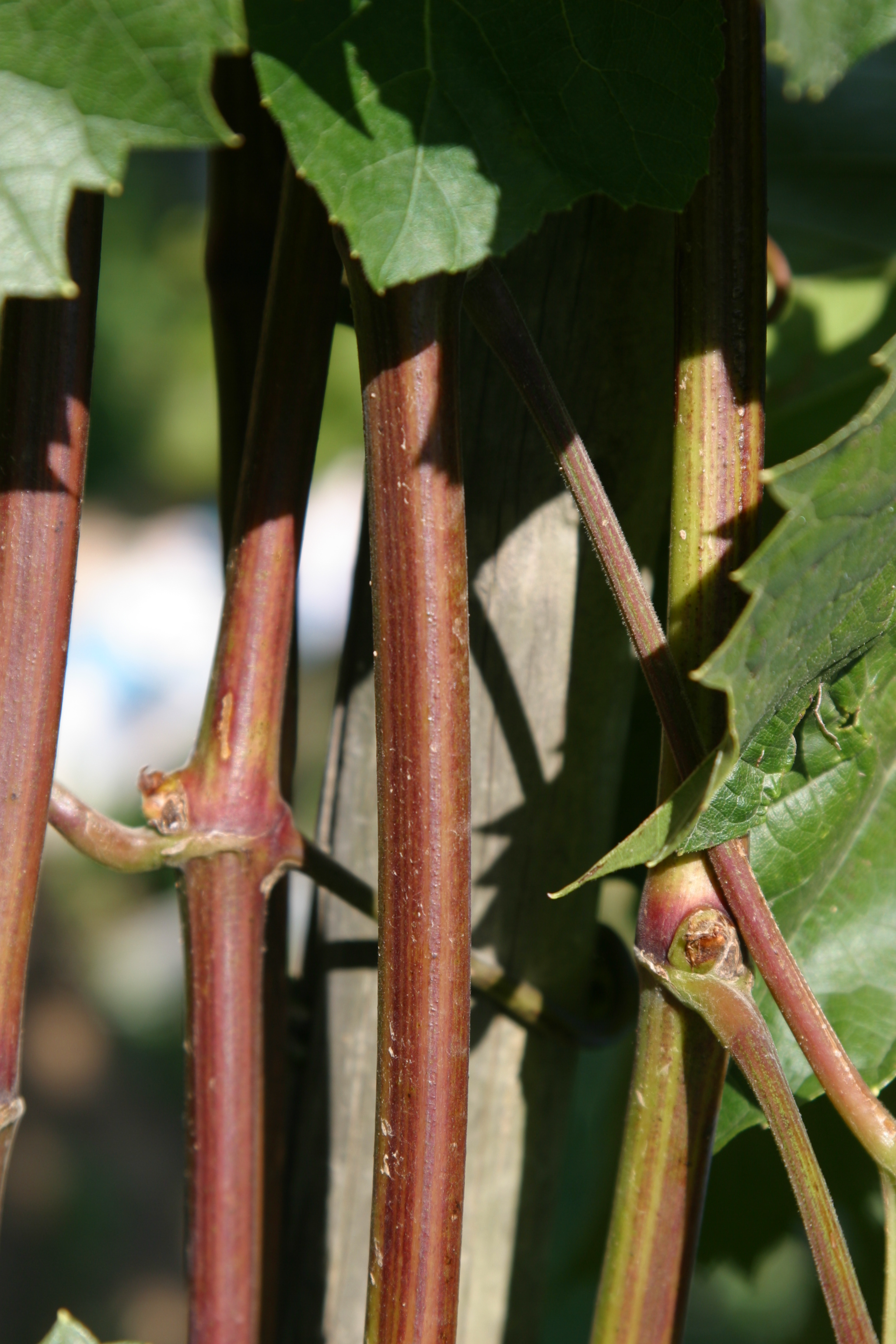
Einjährige Triebe

## Eigenschaften – Verwendung
Die Widerstandsfähigkeit ist gegen die Wurzelreblaus gut. Die Blätter sind hoch anfällig gegen die Blattreblaus. Die Veredlungsaffinität ist zu allen Edelsorten sehr gut. Auch die Bewurzlungsfähigkeit ist gut und problemlos. Der Wuchs ist mittelstark und auf sehr guten Böden stark. Sie hat einen frühen bis mittleren Vegetationsabschluss und beeinflusst die Edelsorte positiv in der Assimilatebildung, dem Ertrag und der Holzreife. Nachteilig ist, dass sie höhere Bodenansprüche gegenüber 5 BB stellt und nur eine mittlere Kalkverträglichkeit (Aktivkalktoleranz ~17 %) besitzt.
Auf Grund der Eigenschaften wird sie auf kalkarmen, mittleren bis leichten Böden verwendet. Ungünstig sind für sie kalte, nasse und extrem trockene Böden und Standorte. Von der Wuchseigenheit empfiehlt sie sich für wuchsstärkere und verrieselungsempfindliche Sorten für größere Standräume.

## Synonyme
- Teleki 5 C in der Datenbank Vitis International Variety Catalogue des Instituts für Rebenzüchtung Geilweilerhof (englisch)